# Göteborgs Atlet- & Idrottssällskap
O Göteborgs Atlet- & Idrottssällskap, ou simplesmente GAIS, é um clube de futebol sueco fundado em 11 de março de 1894. Sua sede fica localizada em Göteborg.

As cores do clube são: camisola (br: camiseta) com riscas verticais verdes e pretas, calção branco e meias brancas.                                                                                                 

## Administração
O seu presidente é actualmente (2005) Christer Wallin. 

## Estádio
A equipa disputa os seus jogos caseiros no Estádio Gamla Ullevi, com capacidade para 18 000 espectadores.
                         
Ná época de 2005, disputou a Superettan, terminando em 3º lugar e ascendeu á 1ª liga sueca Allsvenskan, em 2006.

## Equipa feminina
Dispôs de uma equipa feminina até 1992, tendo participado em 11 temporadas na série principal do campeonato – o Damallsvenskan. 
O clube anunciou uma nova equipa de futebol feminino para a temporada de 2024.                 

## Palmarés
Atualizado a 25 de outubro de 2024

O GAIS conquistou vários títulos durante a sua história desportiva:

- Campeonato da Suécia
  - Campeão : 1919, 1922, 1925, 1927, 1931, 1954

- Taça da Suécia
  - Vencedor : 1942
  - Finalista : 1987

### Números Retirados
15 – Fredrik Lundgren, (1999–2002, 2003–2012)

### Jogadores Notáveis
Karl-Alfred Jacobsson foi escolhido como "Jogador do Século do GAIS"

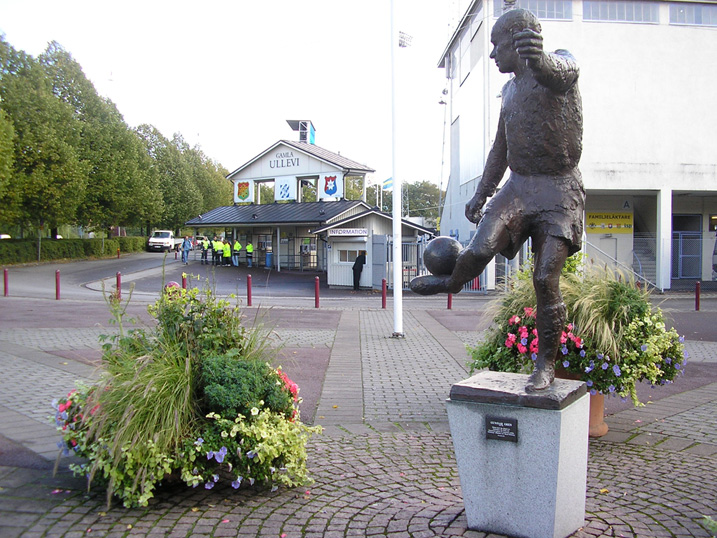
Estátua de Gunnar Gren

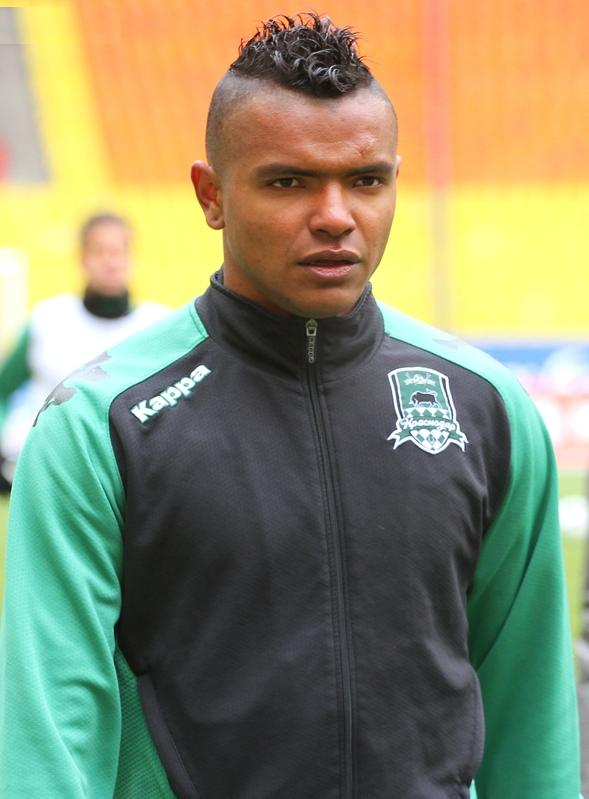
Wánderson, atacante com passagem marcante no GAIS

| - Karl-Alfred Jacobsson - Leif Andersson - Bo Palle - Gunnar Gren - Leif Forsberg - Leif Wendt - Kurt Axelsson - Kent Grek - Jan Olsson - Hasse Samuelsson - Hasse Johansson - Sten Pålsson - Kjell Uppling - Eine Fredriksson - Sune Persson - Nils Norlander - Mikael Johansson - Mikael Berthagen - Morgan Lagemyr - Osborn Larsson - Lallo Fernandez - Håkan Lindman - Niklas Sjöstedt - Samir Bakaou - Sören Järelöv - Ulf Johansson - Steve Gardner | - Tony Persson - Jens Wålemark - Lenna Kreivi - Erik Holmgren - Tinos Lappas - Thomas Hallberg - Stefan Martinsen - Niclas Johansson - Mårten Jonsson - Per Johansson - Magnus Gustafsson - Thomas Hvenfelt - Anders Holmberg - Ivan Ottordahl - Mathias Gravem - Ville Viljanen - Stefan Vennberg - Fredrik Lundgren - Dime Jankulovski - Richard Ekunde - Bobbie Friberg da Cruz - Wánderson - Kenneth Gustafsson - Eric Bassombeng - Lars Göthfelt - Joel Johansson | . |

## Treinadores
| - Knut Holmberg (1938–42) - Gösta Holmberg (1940–41) - Helge Liljebjörn (1941–43) - Holger Jernsten (1943–49) - George Raynor (1947–48) - Willy Wolf (1949–51) - Helge Ahlström (1951–52) - Sven Jacobsson (1952–54) - Gösta Hallberg (1954–56) - Sixten Rosenqvist (1955–57) - Karl-Erik Grahn (1956–59) - Curt Thorstensson (1960–61) - István Takács (1962) - Gunnar Gren (1963–64) - Holger Hansson (1965–67) - Gunnar Gren (1968–69) - Holger Hansson (1970–72) - Vilmos Várszegi (1973–76) - Rune Jingård (1976) | - Arne Lindqvist (1977) - Lars Hedén (1978–79) - Tom Lilledal (1980) - Bosse Nilsson (1981) - Bo Falk (1982–92) - Bengt-Arne Strömberg (1993–96) - Hans Gren (1997–98) - Lennart Ottordal (1999–00) - Kent Kierdorf (2001) - Lennart Ottordal (2001–02) - Roberto Jacobsson (2003) - Roland Nilsson (2004–07) - Magnus Pehrsson (2008) - Alexander Axén (2009–July 2012) - Jan Mak (Aug–Oct 2012) - Benjamin Westman (Oct–Dec 2012) - Thomas Askebrand (2013–2014) - Per-Ola Ljung (2014–) |  |

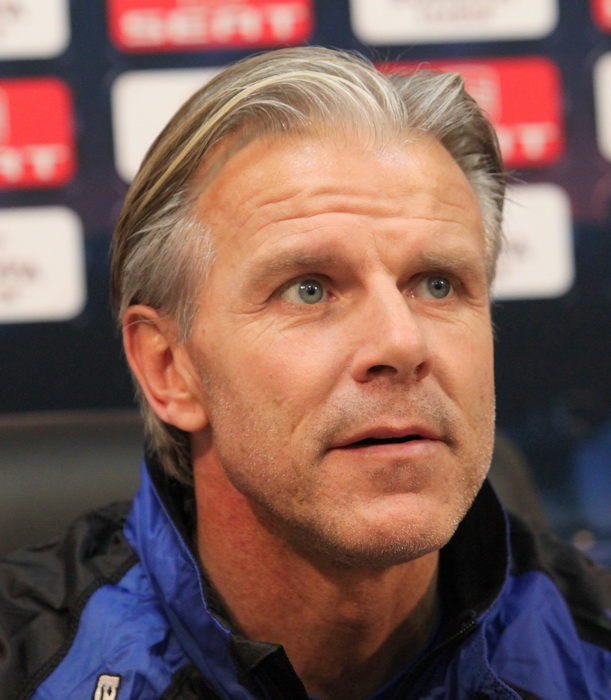
Roland Nilsson 3° Colocado na Copa do Mundo de 1994

## Uniformes

### Uniformes atuais
- 1º uniforme: Camisa listrada em verde e preto, calção e meias brancas;
- 2º uniforme: Camisa vermelha, calção e meias vermelhas.

| 1º | 2º |  |

### Uniformes anteriores
- 2011

| Primeiro | Segundo |

- 2010

| Primeiro | Segundo |

- 2009

| Primeiro | Segundo |

- 2007

| Primeiro | Segundo |